# イラン北西部ルードバール地震
イラン北西部ルードバール地震（イランほくせいぶルードバールじしん、ペルシア語: زمین‌لرزه‌های آذربایجان زمین‌لرزه ۱۳۶۹ رودبار و منجیل）は、現地時間1990年6月21日0時30分、イラン北西部のギーラーン州で発生したマグニチュード7.4の地震である。

## 被害
首都テヘランの北西部に位置するルードバールとマンジールを中心に大きな被害をもたらし、約4万人が死亡、約30万人が負傷し、約50万人が家を失った。